# Alhaurín de la Torre
Pour les articles homonymes, voir La Torre.
 Alhaurin de la Torre (du nom des membres de la tribu de Hawwara - هَوَّارَة d'Afrique du Nord Al-Hawwariyyin - الهَوَّارِيِّين) est une commune de la province de Malaga dans la communauté autonome d'Andalousie en Espagne.

## Géographie
Située en pleine aire métropolitaine de Málaga, elle profite de l'activité économique de la ville.

## Démographie
Evolution démographique d'Alhaurín de la Torre depuis 1842
Source: INE

## Administration
| Législature               | Nom du Maire              | Parti politique |
| ------------------------- | ------------------------- | --------------- |
| 1979-1983                 | Juan José García Martín   | UCD             |
| 1983-1987                 | Antonio Vega González     | PSOE            |
| 1987-1991                 | Antonio Vega González     | ASIAT           |
| 1991-1995                 | Antonio Vega González     | ASIAT           |
| 1995-janvier 1996         | Antonio Vega González     | ASIAT           |
| janvier 1996-Août 1996    | Josefa Rando Ríos         | PP              |
| Août 1996-Octobre 1996    | Francisco Rodríguez Godoy | PSOE            |
| Octobre 1996-Juillet 1999 | Joaquín Villanova Rueda   | PP              |
| 1999-2003                 | Joaquín Villanova Rueda   | PP              |
| 2003-2007                 | Joaquín Villanova Rueda   | PP              |
| 2007-2011                 | Joaquín Villanova Rueda   | PP              |
| 2011-2015                 | Joaquín Villanova Rueda   | PP              |
| 2015-                     | Joaquín Villanova Rueda   | PP              |